# Erich Schneider (Kunsthistoriker)
Erich Schneider (* 8. November 1954 in Kitzingen) ist ein deutscher Kunsthistoriker und Museumsleiter. Von 1990 bis 2015 war er Leiter der Museen und Galerien in Schweinfurt und von 2016 bis zu seiner Pensionierung 2020 des Museum für Franken in Würzburg.

## Leben
Erich Schneider studierte nach Abitur und Grundwehrdienst von 1975 bis 1982 Kunstgeschichte, Vor- und Frühgeschichte und Historische Hilfswissenschaften vornehmlich bei Erich Hubala, Günther Haseloff und Peter Herde an der Universität Würzburg. Im Dezember 1982 schloss er seine Dissertation über „Die barocke Benediktinerabteikirche Münsterschwarzach“ mit magna cum laude ab.
Im Juli 1981 begann er als wissenschaftlicher Mitarbeiter bei den Städtischen Sammlungen Schweinfurt. Von 1990 bis 2015 fungierte er als Leiter der Museen und Galerien Schweinfurt, wo sich seine Tätigkeit in den von ihm herausgegebenen 215 Katalogen und Publikationen der Reihe „Schweinfurter Museumsschriften“ spiegelt. Ab 1991 erhielt Schneider außerdem die Leitung des Kulturamtes der Stadt Schweinfurt übertragen. In dieser Funktion war er seit dem Jahr 2000 am Nachsommer Schweinfurt maßgeblich beteiligt und für die Herausgabe der StadtKultur-Zeitung verantwortlich. 2002 bis 2015 war er Geschäftsführer der Stadt Schweinfurt Kulturservice GmbH (gemeinsam mit Roland Göb). Von 2004 bis 2015 wirkte er ferner als Stadtheimatpfleger in Schweinfurt. In seiner museumspraktischen Tätigkeit kann Erich Schneider insbesondere auf die Mitwirkung in zahlreichen Baukommissionen (Galerie Alte Reichsvogtei, 1984; Museum Georg Schäfer, 2000; Stadtbücherei im Ebracher Hof, 2007) und vor allem auf die im Mai 2009 eröffnete Kunsthalle Schweinfurt verweisen, die bereits Ende 2015 auf rund 450.000 Besucher verweisen konnte.
Ab 1984 wirkte er daneben als Lehrbeauftragter an der Fachhochschule Würzburg-Schweinfurt und an den Universitäten Bamberg, Saarbrücken und Würzburg in Kunstgeschichte und Museologie. An der Universität Würzburg wurde er zum Honorarprofessor ernannt.
Zum 1. Januar 2016 wurde Erich Schneider zum Gründungsdirektor des Museums für Franken in Würzburg ernannt. 2020 wurde er pensioniert.
Erich Schneider ist Mitglied in zahlreichen wissenschaftlichen Gremien: Unter anderem wurde er 1996 zum wissenschaftlichen Leiter der Gesellschaft für fränkische Geschichte gewählt und 2004 zum ordentlichen Mitglied der Kommission für bayerische Landesgeschichte bei der Bayerischen Akademie der Wissenschaften. 2011 erfolgte die Wahl zum Stiftungsrat der Buchheim-Stiftung in Bernried am Starnberger See.

## Veröffentlichungen (Auswahl)
- Die barocke Benediktinerabteikirche Münsterschwarzach (= Veröffentlichungen der Gesellschaft für fränkische Geschichte, VIII. Reihe, Quellen und Darstellungen zur fränkischen Kunstgeschichte Bd. 7), Kommissionsverlag Degener & Co, Neustadt an der Aisch 1984, ISBN 3-7686-9077-6 (zugleich Dissertation Universität Würzburg 1982).
- Balthasar Neumann (1687–1753). Die Werke des Barockbaumeisters in Kitzingen (= Schriften des Stadtarchivs Kitzingen Band 1), Kitzingen 1990, ISBN 978-3921327210.
- Conrad Geiger, Ein fränkischer Maler am Ende des Alten Reiches, hrsg. von Gerhard Tremer, Spätlese Verlag, Nürnberg 1990, ISBN 978-3924461096.
- Klöster und Stifte in Mainfranken, Echter Verlag, Würzburg 1993, ISBN 978-3429015398.
- Dürer als Erzähler. Holzschnitte, Kupferstiche und Radierungen aus der Sammlung Otto Schäfer II, Museum Otto Schäfer, Ludwig & Höhne, Schweinfurt 1995 (in Zusammenarbeit mit Anna Spall), ISBN 978-3980195539.
- mit Anna Spall: Dürer. Die Kunst aus der Natur zu „reyssen“. Welt, Natur und Raum in der Druckgraphik, Museum Otto Schäfer, Ludwig & Höhne, Schweinfurt 1998, ISBN 3-9801955-4-6.
- Dürer. Himmel und Erde. Gottes- und Menschenbild in Dürers druckgraphischem Werk, Museum Otto Schäfer, Ludwig & Höhne, Schweinfurt 1999, ISBN 978-3926879288.
- Die ehemalige Sommerresidenz der Würzburger Fürstbischöfe in Werneck (= Veröffentlichungen der Gesellschaft für fränkische Geschichte, VIII. Reihe, Quellen und Darstellungen zur fränkischen Kunstgeschichte Bd. 14), Kommissionsverlag Degener & Co, Neustadt an der Aisch 2003, ISBN 978-3866528147.
- als Herausgeber: Nachdenken über fränkische Geschichte. Vorträge aus Anlass des 100. Gründungsjubiläums der Gesellschaft für fränkische Geschichte vom 16.–19. September 2004, Kommissionsverlag Degener & Co, Neustadt an der Aisch 2005, ISBN 978-3866529502.
- Kitzing am Mayn, darüber eine starcke steinerne Bruck gehet – Bilder und Beschreibungen der Stadt Kitzingen von den Anfängen bis zur Mitte des 19. Jahrhunderts (= Schriftenreihe des Städtischen Museums Kitzingen, Bd. 2), Verlag Hans-Dieter Sauerbrey, Kitzingen 2007, ISBN 978-3-924694-28-9.
- Schweinfurt und seine Denkmäler, Historischer Verein Schweinfurt, Schweinfurt 2015, ISBN 978-3-9803695-9-6.